# Cormeray (Manche)
Pour les articles homonymes, voir Cormeray.
Cet article possède un paronyme, voir Cormery.
Cormeray est une ancienne commune française du département de la Manche et la région Normandie, associée à Pontorson du 1er janvier 1973 au 31 décembre 2015, puis intégrée définitivement à la commune déléguée de Pontorson.

## Toponymie
Ce toponyme pourrait reposer sur le gaulois cormos « corme », suivi du suffixe latin évoquant la présence -etu signifiant le « lieu planté de cormiers ».

## Histoire
Le Conseil d'État autorise le 12 septembre 1626, les protestants de Pontorson, privés de lieu de culte depuis la cession de la place par Montgomery, à établir leur prêche au village de Cormeray. Celui-ci sera incendié par Olivier Bence, vicaire de la paroisse, le 26 novembre 1662. En 1885, le temple fut détruit.
En 1815, Macey (324 habitants en 1806) absorbe Cormeray (185 habitants) ; Cormeray reprend son indépendance en 1848.
En 1973, Pontorson (3 538 habitants en 1968) absorbe Ardevon (265 habitants en 1968), Beauvoir (433 habitants en 1968), Boucey (616 habitants en 1968), à nouveau Cormeray (78 habitants en 1968), Curey (193 habitants en 1968), Moidrey (194 habitants en 1968) et Les Pas (189 habitants en 1968),,,,,,,, qui ont toutes gardées le statut de communes associées. L'ensemble forme ainsi un grand Pontorson (une augmentation de 55 % de population) qui occupe l’extrémité Ouest du département de la Manche sous la commune du Mont-Saint-Michel.
Le 1er janvier 1989, la commune de Beauvoir reprend cependant son autonomie.
Le 1er janvier 2016, Pontorson devient une commune nouvelle avec Macey et Vessey et les communes associées sont supprimées de plein droit.

## Administration

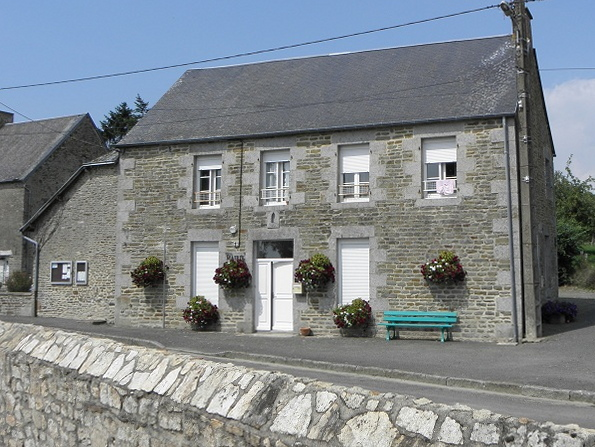
Mairie annexe.

| Période    | Période       | Identité       | Étiquette | Qualité              |
| ---------- | ------------- | -------------- | --------- | -------------------- |
| 1973       | 1983          | Marcel Faguais |           |                      |
| 1983       | 2001          | Alexandre Macé |           |                      |
| 2001       | avril 2014    | Lucien Faguais | SE        | Retraité de la Poste |
| avril 2014 | décembre 2015 | Frédéric Dupré | SE        |                      |

| Période                                  | Période | Identité           | Étiquette | Qualité |
| ---------------------------------------- | ------- | ------------------ | --------- | ------- |
| Les données manquantes sont à compléter. |         |                    |           |         |
| 1904                                     | 1905    | Jean-Marie Faguais |           |         |
| 1905                                     | 1928    | Victor Desgranges  |           |         |
| 1929                                     | 1935    | François Besnard   |           |         |
| 1936                                     | 1950    | François Faguais   |           |         |
| 1951                                     | 1958    | Émile Desgranges   |           |         |
| 1959                                     | 1973    | Marcel Faguais     |           |         |

## Démographie
| 1793 | 1800 | 1806 | 1821 | 1831 | 1836 | 1841 | 1846 |
| ---- | ---- | ---- | ---- | ---- | ---- | ---- | ---- |
| 133  | 149  | 185  | ...  | ...  | ...  | ...  | ...  |

| 1851 | 1856 | 1861 | 1866 | 1872 | 1876 | 1881 | 1886 |
| ---- | ---- | ---- | ---- | ---- | ---- | ---- | ---- |
| 185  | 150  | 152  | 151  | 136  | 139  | 124  | 103  |

| 1891 | 1896 | 1901 | 1906 | 1911 | 1921 | 1926 | 1931 |
| ---- | ---- | ---- | ---- | ---- | ---- | ---- | ---- |
| 102  | 98   | 126  | 123  | 128  | 95   | 100  | 95   |

| 1936 | 1946 | 1954 | 1962 | 1968 | - | - | - |
| ---- | ---- | ---- | ---- | ---- | - | - | - |
| 102  | 97   | 90   | 89   | 78   | - | - | - |

## Lieux et monuments
- Église Saint-Martin (XVe, XVIe – XIXe siècles)[14]. Elle abrite un maître-autel (XVIIe), un groupe sculpté saint Joseph et l'Enfant Jésus (XVIIe) classé au titre objet aux monuments historiques[15], retables latéraux nord et sud, Vierge à l'Enfant et statue de saint Étienne (XVIIe), stalles (XVIIIe)[14].
- Croix de cimetière (XVIIe siècle) et calvaire (XXe siècle).

## Personnalités liées à la commune
- François Marie Guillaume Legendre d'Harvesse (1766 à Cormeray-1828)[14], général français de la Révolution et de l’Empire.
- Joseph Deloget (1758-1796)[14], né à Argouges. Après avoir prêté serment, puis s'être rétracté à Villiers-le-Pré, prête serment et est nommé curé de Cormeray. Il se rétractera de nouveau et se retire à Argouges où il est dénoncé, arrêté. Il sera fusillé à Saint-James.